# Підозра (кримінальний процес)
Підо́зра у кримінальному процесі — формальне твердження (припущення) уповноважених правоохоронних органів про причетність певної особи до злочину, засноване на неостаточних (неповних, проміжних) результатах розслідування.
Кримінальне переслідування конкретної особи починається саме з часу оголошення їй про підозру у тій формі, яка передбачена законодавством відповідної країни.

## У законодавстві України
В Україні до 2012 року (до введення в дію нового КПК) існував процесуальний статус «підозрюваний», яким визнавалася «особа, затримана по підозрінню у вчиненні злочину». Проте, формальна процесуальна дія «повідомлення про підозру» була введена тільки в новому КПК.
Повідомлення про підозру — це офіційне ознайомлення певної особи з наявністю в уповноваженого правоохоронного органу припущення про вчинення цією особою злочину.
Повідомлення про підозру здійснюється у таких випадках:
1. затримання особи на місці вчинення злочину чи безпосередньо після його вчинення;
2. обрання до особи запобіжного заходу;
3. наявності достатніх доказів для підозри особи у вчиненні кримінального правопорушення.

Письмове повідомлення про підозру складається прокурором або слідчим за погодженням з прокурором. Слідчий має бути твердо впевненим у своєму висновку про винуватість особи, яка повідомляється про підозру.
Строки досудового розслідування відраховуються з дня повідомлення особі про підозру.
Підозру також визначають як припущення (думку), що ґрунтується на результатах аналізу наявної інформації та може свідчити про те, що особа могла вчинити кримінальне правопорушення.
У законодавстві України поняття підозри визначено також у Законі «Про запобігання та протидію легалізації (відмиванню) доходів, одержаних злочинним шляхом, фінансуванню тероризму та фінансуванню розповсюдження зброї масового знищення». Для цілей цього Закону, підозра — припущення, що ґрунтується на результатах аналізу наявної інформації та може свідчити про те, що фінансова операція або її учасники, їх діяльність чи джерела походження активів пов'язані із легалізацією (відмиванням) доходів, одержаних злочинним шляхом, або фінансуванням тероризму чи пов'язані із вчиненням іншого суспільно небезпечного діяння, яке визначене Кримінальним кодексом України як злочин або за яке передбачені міжнародні санкції.
Іншого нормативного визначення цього поняття в законодавстві не існує.

## В інших правових системах
Європейський суд з прав людини у Рішенні «Нечипорук і Йонкало проти України» від 21.04.2011 дає наступне визначення обґрунтованої підозри: «Обґрунтована підозра» означає наявність фактів або відомостей, які здатні переконати об'єктивного спостерігача в тому, що особа могла вчинити це правопорушення.
У праві США шляхом прецедентів сформувалося поняття «розумна підозра» (англ. reasonable suspicion), що означає юридичний стандарт доказування, який полягає в існуванні твердої причини для арешту чи інших примусових дій щодо особи. Ця причина означає більше, ніж «початкову і неконкретну підозру»; вона повинна бути заснована на «конкретних і гнучких фактах», «у сукупності з розумними висновками із цих фактів». Підозра обов'язково повинна бути пов'язана з конкретною людиною.
У німецькому праві поняттю підозри відповідає нім. Anfangsverdacht.